# Mesosa multinigrosignata
Mesosa multinigrosignata là một loài bọ cánh cứng trong họ Cerambycidae.